# Les Églises-d’Argenteuil
Les Églises-d’Argenteuil – miejscowość i gmina we Francji, w regionie Nowa Akwitania, w departamencie Charente-Maritime.
Według danych na rok 1990 gminę zamieszkiwało 545 osób, a gęstość zaludnienia wynosiła 38 osób/km² (wśród 1467 gmin regionu Poitou-Charentes Les Églises-d’Argenteuil plasuje się na 523. miejscu pod względem liczby ludności, natomiast pod względem powierzchni na miejscu 617.).